# Nowy Kawęczyn
Nowy Kawęczyn è un comune rurale polacco del distretto di Skierniewice, nel voivodato di Łódź.
Ricopre una superficie di 104,41 km² e nel 2004 contava 3 343 abitanti.
I centri abitati del comune sono i seguenti: Adamów, Budy Trzcińskie, Doleck, Dukaczew, Dzwonkowice, Esterka, Franciszkany, Helenków, Kaczorów, Kawęczyn B, Kazimierzów, Kwasowiec, Marianka, Marianów, Nowa Trzcianna, Nowy Dwór, Nowy Dwór-Parcela, Nowy Kawęczyn, Nowy Rzędków, Podtrzcianna, Psary, Raducz, Rawiczów, Rzędków, Sewerynów, Stara Rawa, Stary Rzędków, Strzyboga, Suliszew, Trzcianna, Zglinna Duża e Zglinna Mała.